# Личный чемпионат Европы по спидвею на льду среди юниоров
Личный чемпионат Европы по спидвею на льду среди юниоров (по мотогонкам на льду) — турнир, проводимый Европейским мотоциклетным союзом (UEM) в 2009 и 2010 годах.

## Регламент турнира
В 2009 году к участию в турнире допускались гонщики до 21 года, в 2010 – до 25 лет. В 2011 году Чемпионат не проводился.

## Победители
| Год  | Место финала      | Победитель        | Второе место     | Третье место     |
| 2009 | Саранск           | Андрей Гаврилкин  | Максим Корчемаха | Роман Акименко   |
| 2010 | Каменск-Уральский | Сергей Карачинцев | Андрей Гаврилкин | Максим Корчемаха |
| 2012 |                   |                   |                  |                  |
| Год  | Место финала      | Победитель        | Второе место     | Третье место     |

## Медальный зачёт
| Позиция | Страна | Gold | Silver | Bronze | Всего |
| ------- | ------ | ---- | ------ | ------ | ----- |
| 1.      | Россия | 2    | 2      | 2      | 6     |